# Aabha Paul
Aabha Paul (Hindi आभा पॉल; * 7. August 1987 in Ghaziabad, Uttar Pradesh) ist eine indische Schauspielerin und Model.

## Leben und Karriere
Paul wurde am 7. August 1987 in Ghaziabad. Sie besuchte die Shri Hans Inter College High School. Sie ist Absolventin des Bachelor of Arts. Paul begann ihre Modelkarriere im Jahr 2005. 2006 gewann sie den Schönheitswettbewerb Miss Delhi. 
Außerdem hatte 2010 hatte sie eine kleine Rolle in Veer – Die Liebe eines Kriegers, jedoch wurde ihre Rolle herausgeschnitten. Anschließend war sie 2017 in dem Film Taste zu sehen. Ihre erste Hauptrolle bekam sie 2021 in der Serie Lolita PG House. 
Im selben Jahr spielte sie in Namkeen eine Hauptrolle. Unter anderem trat Paul in Hai Taubba auf. 2023 setzte sie ihre Karriere in Honeymoon Suite Room No 911 fort.

## Filmografie
Filme
- 2010: Veer – Die Liebe eines Kriegers
- 2013: Kamasutra 3D
- 2017: Taste

Serien
- 2019: Gandii Baat
- 2020: Mastram
- 2020: XXX
- 2021: Lolita PG House
- 2021: Namkeen
- 2021: Hai Taubba
- 2023: Honeymoon Suite Room No 911